# 墨田區
墨田区（日语：／ Sumida ku */?）是日本東京都內23個特別區之一。其一个特点為它是夹于河川之间的城区，其西边以隅田川为区界，而其东边由荒川及舊中川共同形成区界。於2012年啟用而成為東京都新地標的東京晴空塔（東京スカイツリー）位於此區。
郵遞區號前三碼為130、131。

## 概要
位於東京23區內東北部。
「置行堀」等「本所七大不可思議」是以過去的墨田區作為舞台。
押上、業平橋地區的地上數位訊號放送塔東京晴空塔在2012年5月開幕，高634公尺，是世界上最高的自立式鐵塔。

## 人口
| 墨田區人口分布圖 |                                               |  |
| 墨田區與日本全國年齡別人口分布比較圖 （2005年資料） | 墨田區的年齡、男女別人口分布圖 （2005年資料） |  |
| ■紫色是墨田區 ■綠色是全国 | ■藍色是男性 ■紅色是女性                       |  |
| 墨田區人口變化 \| 1970年 \| 281,237人 \| \| \| 1975年 \| 250,714人 \| \| \| 1980年 \| 232,796人 \| \| \| 1985年 \| 229,986人 \| \| \| 1990年 \| 222,944人 \| \| \| 1995年 \| 215,681人 \| \| \| 2000年 \| 215,979人 \| \| \| 2005年 \| 231,173人 \| \| \| 2010年 \| 247,606人 \| \| \| 2015年 \| 256,274人 \| \| \| 2020年 \| 272,085人 \| \| |                                               |  |
| 資料來源：日本總務省統計中心提供之人口普查數據 |                                               |  |
| 1970年 | 281,237人                                     |  |
| 1975年 | 250,714人                                     |  |
| 1980年 | 232,796人                                     |  |
| 1985年 | 229,986人                                     |  |
| 1990年 | 222,944人                                     |  |
| 1995年 | 215,681人                                     |  |
| 2000年 | 215,979人                                     |  |
| 2005年 | 231,173人                                     |  |
| 2010年 | 247,606人                                     |  |
| 2015年 | 256,274人                                     |  |
| 2020年 | 272,085人                                     |  |

### 日夜間人口
2005年夜間人口（居住者）為 106,174
人，區外通勤者與通學生、居住者在內的區內日間人口為262,514人，是夜間人口的1.136倍。
- 戶數 : 117,324戶（2006年10月1日）
- 外國人登錄者數 : 8,314人（2006年10月1日）

## 地理
位於東京都東部，西至隅田川，東至荒川、中川。獲選為水鄉百選。

### 相连接的其他行政区
- 北 - 足立区
- 北西 - 荒川区
- 西 - 台东区
- 南西 - 中央区
- 南 - 江東區
- 南東 - 江户川区
- 东 - 葛饰区

## 歷史
近世以前
墨田區成立以前，北部（舊向島區）與南部（舊本所區）在歷史上有極大差異。北部在平 安時代逐漸陸地化，中世在莊園制度下成為下總國葛西御厨的一部分，後為葛西氏知行地的農村地帶。南部的牛島在700年代起為牛的放牧地， 其他則是濕地地區，不適合人類居住。中世為武藏國江戶氏一族的知行地。
近世
江戶中心在1657年（明曆3年）的大火中燒為廢墟。為了防災開始將武家屋敷移往本區南部。同時開挖竪川、大橫川等河川，開鑿南北割下水（約在今日的北齋通附近。），整備棋盤狀道。
近、現代
1878 年（明治11年）北部編入南葛飾郡，南部成立東京15區之一的本所區。另外，受到工業化浪潮的影響，北部與南部陸續開發。 1894年（明治27年）總武線開通。1923年（大正12年）關東大地震，區域大半毀於大火中。其中大量民眾進入避難的前陸軍 衣廠舊址（現在的橫網町公園等）遭到祝融吞噬，約4〜5萬人喪生。
1932年（昭和7年）北部成立向島區。1935年（昭和10年）的國勢調査人口中，現在的墨田區域（當時的本所區與向島區合計）有464,892人，近鄰的台東區域（當時的淺草區與下谷區合計計）有464,217人，是東京人口最集中的區域。
然 而，本地在第二次世界大戰（特別是1945年的東京大空襲）中遭到戰火波及而燒毀。1947年（昭和22年）本所區與向島區合併 成立現在的墨田區。區名是來自隅田川河堤的通稱「墨堤」的墨，與隅田川的田。1963年（昭和38年）人口達到高峰，之 後開始衰退。此外，工廠也逐漸移往郊外和日本國外。
近年，這些工廠用地陸續改建為公寓大樓，2000年（平成12年）以後人口逐漸回升。
沿革
- 1947年（昭和22年） - 本所區與向島區合併成立墨田區。

### 地名由來
取自隅田川堤的通稱「墨堤」的「墨」，與「隅田川」的「田」。

## 區政

### 區長
- 山崎昇（やまざき のぼる） - 1999年3月30日就任（第4任）

#### 區長選舉
2011年4月24日 最終投票率：47.19%
| 候選人     | 當選 | 政黨   | 推薦       | 得票   |
| ---------- | ---- | ------ | ---------- | ------ |
| 山崎昇     | 4選  | 無所屬 | 民主、公明 | 40,311 |
| 川松真一朗 |      | 無所屬 |            | 20,551 |
| 櫻井武     |      | 無所屬 |            | 12,193 |
| 木內清     |      | 無所屬 |            | 10,115 |
| 牛山鈴子   |      | 無所屬 | 共產       | 9,632  |

### 區議會
- 區議會議長 : 出羽 邦夫（でわ くにお）
- 區議會議員席次 : 32人
- 會派構成

| 會派名                     | 議席數 | 備註 |
| -------------------------- | ------ | ---- |
| 墨田區議會自民黨           | 13     |      |
| 墨田區議會公明黨           | 7      |      |
| 日本共產黨墨田區議會議員團 | 5      |      |
| 地域聯合「墨田之絆」       | 3      |      |
| 眾人之黨                   | 2      |      |
| 各派                       | 2      | *1   |

*1 民主俱樂部1、墨田申訴專員1

### 行政機構
- 區職員數 : 2,143人（2006年4月1日）

### 財政
平成25年度預算規模
- 總額 : 1,527.13億圓
  - 一般會計 : 1,007.80億圓
  - 國民健康保險特別會計 : 298.68億圓
  - 介護保險特別會計 : 174.03億圓
  - 後期高齡者醫療特別會計 : 46.62億圓

## 地域
東西向的北十間川以南為舊本所區，以北為舊向島區。

### 北部（舊向島區）
| 墨田（すみだ）             | 原隅田町。通稱「鐘淵」，為鐘紡（佳麗寶）發源地。                                                     |
| 堤通（つつみどおり）       | 原隅田町。區西北部的隅田川沿岸。町內有白鬚東公寓（通稱：防災團地）等設施，是區内最大規模的防災據點。 |
| 東墨田（ひがしすみだ）     | 原吾嬬町。                                                                                           |
| 八廣（やひろ）             | 原吾嬬町。八廣站                                                                                     |
| 東向島（ひがしむこうじま） | 原寺島町。濹東綺譚的舞台。東武博物館所在地。                                                         |
| 立花（たちばな）           | 原吾嬬町。立花通商店街。東吾嬬站                                                                     |
| 文花（ぶんか）             | 原吾嬬町。向島警察署、小村井站                                                                       |
| 京島（きょうじま）         | 原吾嬬町。由東京的「京」與向島的「島」組成的町名。近年以曳舟站為中心進行大規模開發。                 |

### 中央部（舊本所區、向島區）
| 吾妻橋（あづまばし）     | 區役所、朝日啤酒本社大樓。有座連接淺草的吾妻橋。舊名中之郷。本所吾妻橋站     |
| 東駒形（ひがしこまがた） | 駒形在台東區。                                                               |
| 本所（ほんじょ）         | 舊名厩橋。                                                                   |
| 業平（なりひら）         | 源自在原業平。舊名為業平橋、平川橋。                                         |
| 橫川（よこかわ）         | 地名與豎川（たてかわ）相對。                                                 |
| 向島（むこうじま）       | 原小梅町等。江戶時代末期，水戶藩御用商人的川崎組在此鑄造「虎錢」（とら銭）。 |
| 押上（おしあげ）         | 東京晴空塔、押上站、東武鐵道、京成電鐵本社所在地。屬舊本所區與向島區。       |

### 南部（舊本所區）
| 橫網（よこあみ）       | 兩國站北側，區內有兩國國技館。常被誤讀為「橫綱」。                                                                  |
| 兩國（りょうごく）     | 兩國站南側。原來是相對日本橋兩國（現：中央區東日本橋）而言的東兩國。                                                |
| 千歲（ちとせ）         | |
| 石原（いしわら）       | |
| 龜澤（かめざわ）       | |
| 綠（みどり）           | |
| 立川（たてかわ）       | 過去為竪川，赤穂浪士住於此地。                                                                                      |
| 菊川（きくかわ）       | 區最南部。 |
| 太平（たいへい）       | 錦糸町站北側。錦絲北側。2006年大型商業設施OLINAS完工。隣接錦糸公園與墨田區總合體育館。                              |
| 錦絲（きんし）         | 錦糸町站北側。町內有ARCAKIT錦糸町、東武飯店、墨田三聲音樂廳。為錦糸町一部分。                                       |
| 江東橋（こうとうばし） | 錦糸町站南側。東京樂天地一帶是古老的歡樂街。丸井、LIVIN等百貨店林立。為錦糸町一部分。傳說中置行堀（錦糸堀）所在地。 |

## 自治體交流

### 日本國內
- 山形縣東置賜郡高畠町
  - 小學生相互體驗學習
- 長野縣上高井郡小布施町
  - 友好都市、小學生相互體驗學習等

### 日本國外
- 首爾特別市西大門區
  - 2003年10月3日友好都市協定締結
- 北京市石景山區
  - 1997年12月13日友好交流、協力協定締結

### 其他
- 防災對策相關協定
  - 都市間協定 : 台東區、江東區、鹿沼市(栃木縣)、朝日村 (山形縣)、高畠町 (山形縣)
  - 義士親善友好都市交流會議（災害應急對策活動的相互應援相關協定）
  - 防災高峰會參加自治體

## 國政、都政

### 國政
日本眾議院小選舉區選舉中，荒川區屬東京都第14區。
- 2012年12月（第46回眾議院議員總選舉）

松島綠（自民黨）

### 都政
本區為單一選舉區。席次3席。
- 2013年6月23日
  - 川松真一朗（自民）
  - 加藤雅之（公明）
  - 櫻井浩之（自民）

## 产业

### 主要事业所
- 朝日啤酒  - 本社在吾妻橋的隅田川河畔、區役所旁。大樓上的火焰狀物體是本地地標。
- 东武铁道  - 本社在押上。業平橋站（現東京晴空塔站）附近有座東武橋（墨田區管理）
- 日本烟草产业  - 生產技術中心在橫川。
- 獅王 - 本社在本所。
- 美國家庭保險公司 - 日本本社在錦絲。
- 大都會ALICO人壽保險 - 本社在太平。
- 無花果製藥 - 本社在東駒形。
- 小森企業 - 本社在吾妻橋。
- 胡椒食品服務 - 連鎖餐飲店胡椒廚房。本社在吾妻橋。
- 花王 - 研究所與相關企業在文花。
- 大林道路 - 本社在堤通。
- 三井金屬工程 - 本社在兩國。
- DAISHO - 本社在龜澤。
- 昭和建產 - 屬三和捲門工業集團。
- HINODEWASHI - 頂尖橡皮擦製造商。東向島に本社がある。
- Nagase Kenko - 日本第一的軟式棒球、壘球、軟式網球製造商。本社在墨田。
- 玉之肌石鹼 - 本社在綠。中型肥皂製造商。
- Hutech norin - 本社在兩國。

## 地方產業
- 硝子 - 玻璃器、玻璃瓶製造、玻璃加工（江戶切子）

## 交通

### 鐵路
東日本旅客鐵道（JR東日本）
- 中央·總武緩行線：錦糸町站 - 兩國站
- 總武快速線：錦糸町站

京成電鐵
- 押上線：押上站 - 京成曳舟站 - 八廣站

東武鐵道
- 伊勢崎線（東武晴空塔線）：東京晴空塔站 - 曳舟站 - 東向島站 - 鐘淵站
  - （押上支線）：押上站 - 曳舟站
- 龜戶線：東吾嬬站 - 小村井站 - 曳舟站

東京都交通局（都營地下鐵）
- 淺草線：本所吾妻橋站 - 押上站
- 新宿線：菊川站
- 大江戶線：兩國站

東京地下鐵
- 半藏門線：錦糸町站 - 押上站

### 路線巴士
- 都營巴士
- 京成巴士
  - 新小59系統：淺草壽町 - 東京晴空塔城 - 新小岩站（與京成城巴士共同運行）
  - 東京晴空塔城、錦絲町站 - 葛西站、東京迪士尼渡假區（與東武巴士中央共同運行）
- 京成城巴士
  - 有01系統：淺草壽町 - 東京晴空塔城 - 龜有站
  - 新小59系統：淺草壽町 - 東京晴空塔城 - 新小岩站
- 東武巴士中央
  - 東京晴空塔城 - 上野站、上野公園
  - 東京晴空塔城 - 東京站（與JR巴士關東共同運行）
  - 東京晴空塔城、錦絲町站 - 葛西站、東京迪士尼渡假區（與京成巴士共同運行）
  - 東京晴空塔城、錦絲町站 - 羽田機場（與京濱急行巴士共同運行）
- 東京機場交通
  - 羽田機場 - 東武黎凡特東京酒店
  - 成田機場 - 東武黎凡特東京酒店

### 社區巴士
- 墨田區循環巴士「墨田百景 墨丸君、小墨鈴」（京成巴士運行）
  - 南部路線：押上站 - 錦絲町站北口 - 都營兩國站 - 墨田区役所 - 押上站
  - 北東部路線：押上站 - 東吾嬬站 - 八廣 - 押上站
  - 北西部路線：押上站 - 曳舟文化中心 - 鐘淵站 - 東京晴空塔城 - 押上站

### 水上巴士
- 東京都公園協會
  - 東京水邊線
    - 兩國碼頭

### 道路
- 首都高速
  - 6號向島線
    - 駒形出入口 - 向島出入口 - 堤通出入口

  - 7號小松川線
    - 錦絲町出入口
- 一般國道
  - 國道6號（水戶街道）
  - 國道14號（京葉道路）
- 都道
  - 墨堤通、清澄通、三目通、四目通、明治通、淺草通、春日通、藏前橋通、東京都道465號深川吾嬬線

## 公共設施

### 司法、行政機關
- 東京簡易裁判所墨田廳舍（錦絲4-16-7）
- 東京區検察廳道路交通部墨田分室（東京簡易裁判所墨田廳舍内）
- HelloWork墨田

### 警察
- 警視廳交通執行課墨田分室（東京簡易裁判所墨田廳舍内）

| - 向島警察署（文花3-18-9） - 堤通交番 - 東向島交番 - 曳舟交番 - 鐘淵交番 - 京島二丁目交番 - 京島三丁目交番 - 小村井交番 | - - 白鬚橋交番 - 墨田三丁目交番 - 八廣四丁目交番 - 四木橋交番 - 平井橋交番 |

| - 本所警察署（両國4-29-5） - 兩國交番 - 菊川二丁目交番 - 江東橋交番 - 錦絲町站北口交番 - 錦絲町站南口交番 - 橫川交番 | - - 押上站前交番 - 吾妻橋交番 - 橫網交番 - 言問交番 - 向島交番 - 石原三丁目交番 |

### 消防
- 本所消防署（橫川4-6-6）特別消火中隊、救急隊1
  - 緑出張所（緑4-1-8）救急隊1
  - 小梅出張所（向島3-36-12）救急隊無
  - 東駒形出張所（東駒形3-5-8）救急隊1
- 向島消防署（東向島6-22-3）消防活動二輪部隊、救急隊1
  - 墨田出張所（墨田5-16-2）特別消火中隊、救急隊無
  - 立花出張所（立花5-9-3）救急隊1
- 本所防災館（橫川4-6-6）

### 主要醫療機關

#### 東京都災害據點醫院
- 東京都立墨東醫院（江東橋4-23-15）
- 醫療法人社團誠和會白鬚橋醫院（東向島4-2-10）

#### 東京都指定二次救急醫療機關
- 醫療法人社團明人會田島醫院（兩國2-21-1）
- 醫療法人財團正明會山田記念醫院（石原2-20-1）
- 醫療法人社團墨田中央醫院（京島3-67-1）
- 東京都濟生會向島醫院（八廣1-5-10）
- 醫療法人社團仁壽會中村醫院（八廣2-1-3）
- 社會福祉法人贊育會贊育會醫院（太平3-20-2）
- 同愛紀念醫院（橫網2-1-11）
- （含上述兩座東京都災害據點醫院）

#### 醫院、診療所、診所
- 兩國綠診所（綠1-19-9）

### 圖書館
墨田區內由墨田區營運的圖書館：

| - 吾嬬圖書館 - 綠圖書館 | - 寺島圖書館 - 八廣圖書館 | - 立花圖書館 - 橫川社區會館圖書室 | - 東駒形社區會館圖書室 - 梅若橋社區會館圖書室 |

### 文化設施
- 墨田三聲音樂廳：新日本管絃交響樂團。（錦絲1-2-3）
- 曳舟文化中心（京島1-38-11）
- 墨田河濱會堂：墨田區役所內。 （吾妻橋1-23-20）

## 教育機關

### 幼稚園
區立幼稚園
| - 綠幼稚園 - 柳島幼稚園 - 菊川幼稚園 - 第三寺島幼稚園 | - 曳舟幼稚園 - 八廣幼稚園 - 立花幼稚園 |

### 小學校
區立小學校
| - 立花吾嬬之森小學校 - 綠小學校 - 外手小學校 - 二葉小學校 - 錦絲小學校 - 中和小學校 - 言問小學校 | - 小梅小學校 - 柳島小學校 - 業平小學校 - 兩國小學校 - 橫川小學校 - 菊川小學校 - 第三吾嬬小學校 | - 第四吾嬬小學校 - 第一寺島小學校 - 第二寺島小學校 - 第三寺島小學校 - 曳舟小學校 - 梅若小學校 - 中川小學校 | - 東吾嬬小學校 - 堤小學校 - 押上小學校 - 八廣小學校 - 隅田小學校 |

### 中學校
區立中學校
| - 墨田中學校 - 本所中學校 - 兩國中學校 - 竪川中學校 | - 錦絲中學校 - 吾嬬第一中學校 - 吾嬬第二中學校 - 寺島中學校 | - 鐘淵中學校 - 立花中學校 - 文花中學校 - 向島中學校 |

都立中學校
- 東京都立兩國高等學校附屬中學校

私立中學校
- 日本大學第一中學校
- 安田學園中學校

### 高等學校
都立高校
| - 東京都立兩國高等學校 - 東京都立墨田川高等學校 - 東京都立本所高等學校 - 東京都立日本橋高等學校 | - 東京都立橘高等學校 - 東京都立向島商業高等學校 - 東京都立向島工業高等學校 |

私立高校
- 安田學園高等學校
- 日本大學第一高等學校
- 鹿島學園高等學校兩國校區
- 立志舍高等學校

### 專門學校
- 學校法人立志舍
  - 東京IT會計專門學校
  - 東京法律專門學校
  - 專門學校日本商業學校21
- 安田商工專門學校
- 學校法人了德寺學園
  - 了德寺學園復原專門學校
  - 了德寺醫療專門學校

### 大學
本區是東京23區唯一沒有短大、四年制大學本部的特別區。以下3校也是東京都外的大學衛星校區。
- 山口福祉文化大學東京衛星教室
- 創造學園大學東京校
- 千葉工業大學東京晴空塔城校區

### 其他
- 東京都立墨田特別支援學校

## 地域放送
- J:COM東京墨田局（J:COM墨田）

## 觀光

### 名所、古蹟

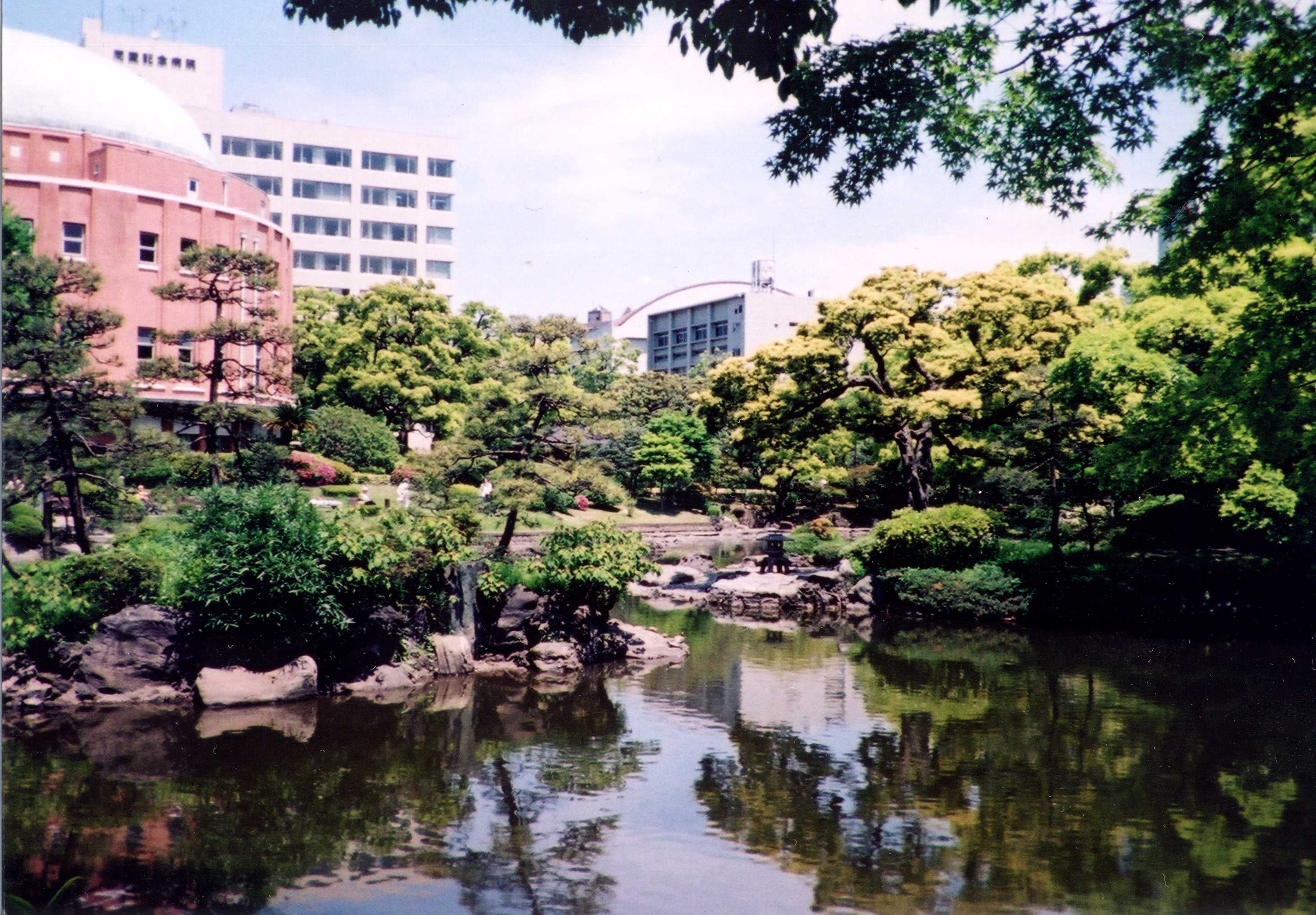
舊安田庭園

- 回向院
- 靈山寺
- 法恩寺
- 三圍神社
- 本所松坂町公園（吉良上野介邸宅跡地）
- 舊安田庭園
- 向島百花園
- 隅田川七福神

### 各種設施
- 東京晴空塔
- 江戶東京博物館
- 兩國國技館
- 東京都慰靈堂
- NTTdocomo歷史展示廣場

### 公園
- 橫網町公園
- 隅田公園
- 錦絲公園
- 大橫川親水公園

### 各種活動
- 隅田川花火大會 - 每年7月舉辦。
- 國技館5000人的第九音樂會 - 每年2月舉辦。
- 早慶帆船賽 - 每年4月舉辦。
- 墨堤櫻花祭 - 每年3月下旬〜4月上旬。

## 名人

### 文化
- 福井晴敏 - 小说家
- 田河水泡 - 漫画家
- 须藤真澄 - 漫画家
- 皆川亮二 - 漫画家
- 泷田优 - 漫画家
- 木村义雄 - 棋师
- 广井王子 - 制片人
- 关野吉晴 - 探险家

### 艺能
- 金田龍之介 - 演員
- 碇矢長介（漂流者） - 演员、喜劇演員
- 大橋巨泉 - 电视主持
- 宮口精二 - 演員
- 風間俊介 - 藝人、演員
- 大竹一樹（SUMMERS） - 搞笑藝人
- 三村勝和（SUMMERS） - 搞笑藝人
- 坂崎幸之助(THE ALFEE) - 吉他演奏家
- 椎名丰 - 爵士钢琴演奏家
- ラッキィ池田 - 編舞家
- 3代目三遊亭圓歌 - 落語家
- 6代目三遊亭圓楽 - 落語家
- 柳家さん喬 - 落語家
- 古今亭菊生 - 落語家
- 井川遙 - 女演员
- 池內淳子 - 女演員
- 木之实奈奈 - 女演员
- 中村中 - 創作歌手、女演員
- 橫山智佐 - 聲優
- 梨花 - 藝人
- 森田成一 - 演員、聲優
- 會一太郎 - 聲優
- 葭田晃 - 合唱指揮家

### 体育
- 王贞治 - 职业棒球选手・教练
- 高桥尚成 - 职业棒球选手
- 松沼博久 - 職業棒球選手
- 松沼雅之 - 職業棒球選手、博久之弟。
- 田中彰 - 職業棒球選手
- 多田野數人 - 職業棒球選手
- 平塚克洋 - 職業棒球選手
- 高山善广 - 职业摔跤选手
- 出羽錦忠雄 - 力士、元關脇
- 大场政夫 - 拳击选手
- 粉川拓也 - 職業拳擊手

## 車牌號碼
墨田區車牌號碼為「足立」號碼。
足立號碼地區為台東區、江東區、墨田區、荒川區、足立區、葛飾區、江戶川區7區 （页面存档备份，存于）。

## 備註
1. ↑  東京都編集『東京都の昼間人口2005』平成20年発行、p126 - 127、国勢調査では年齢不詳のものが東京都だけで16万人いる。上のグラフには年齢不詳のものを含め、昼夜間人口に関しては年齢不詳の人物は数字に入っていないので数字の間に誤差は生じる
2. ↑  区の歴史　墨田区公式ウェブサイト 的存檔，存档日期2013-08-03.